# Bảo tàng trang phục lịch sử Ba Lan
Bảo tàng trang phục lịch sử Ba Lan - (tiếng Ba Lan: Muzeum Historyii Ubioru w Poznaniu [m'ooz'e'oom h'eest'or'ee'ee 'oob'ee'or'oo]) là một bảo tàng tư nhân nằm trong một nhà chung cư trên đường Kwiatowa 14/2 ở Poznan, Ba Lan. Bảo tàng được thành lập vào tháng 12 năm 2018 bởi Anna Moryto .

## Lịch sử
Bảo tàng được thành lập bởi Anna Moryto, nhà sưu tập tư nhân Ba Lan về trang phục và trang phục cổ điển lịch sử. Nơi đây đã biến thành một bảo tàng vào tháng 12 năm 2018 từ một phòng trưng bày nghệ thuật tư nhân - XIXgallery. Phòng trưng bày được biết đến từ các triển lãm du lịch của nó trên khắp đất nước . Từ năm 2004, Anna Moryto đang thu thập những chiếc váy và phụ kiện cổ điển lịch sử, chủ yếu là từ thế kỷ 19. Các bộ trang phục thế kỷ XIX ban đầu đến từ các nhà thương mại và đấu giá từ Hoa Kỳ và Luân Đôn .
Bên cạnh bảo tàng, các công nhân đang làm việc một xưởng với công cuộc tái thiết trang phục “Costumes With Passion”  (“Stroje z Pasją”). Các xưởng đang tiến hành các hoạt động cải tạo và bảo trì các cuộc triển lãm, và tạo ra sự tái tạo của những chiếc váy từ thế kỷ 19.

## Sứ mệnh
Bản chất nhiệm vụ của bảo tàng là giáo dục. Các kế hoạch cho tương lai sẽ chuyển thành bảo tàng chủ đề lịch sử. Nó sẽ bao gồm lối sống và văn hóa thế kỷ 19, và vị trí của phụ nữ trong xã hội. Thời trang sẽ trở thành một phần của bức tranh lớn hơn. Nhiệm vụ của bảo tàng là giáo dục trẻ em, thanh niên và những người đam mê lịch sử về lịch sử 19 và lịch sử thời trang. Đó là một cơ hội duy nhất để chiêm ngưỡng các trang phục cổ điển sống. Bảo tàng cũng hỗ trợ đáng kể cho các nhà thiết kế trang phục. Có kế hoạch cho các bộ sưu tập tạm thời sắp tới và một chương trình triển lãm thường trực .

## Bộ sưu tập
Bộ sưu tập bao gồm hơn 80 triển lãm cổ, bao gồm hơn 50 bộ trang phục hoàn chỉnh, chủ yếu từ thế kỷ 19. Đó là thời điểm phức tạp nhất của trang phục lịch sử ban đầu ở Ba Lan. Chỉ có một vài trong số các trang phục trong bộ sưu tập được thực hiện như là một công cuộc tái thiết. Bộ sưu tập bao gồm váy, đồ lót và phụ kiện.
Các triển lãm nổi bật nhất là:
- Váy mùa hè từ thế kỷ 19
- Đầm từ năm 1840 với trang trí làm bằng nút giả
- Váy dạ hội thập niên 1880, từ công ty cổ phần B. Altman [7].

## Triển lãm du lịch
- 27 tháng 9 năm 2018 - 9 tháng 12 năm 2018 - Bảo tàng quận tại Pila, Ba Lan [8]
- Ngày 12 tháng 9 năm 2018 - ngày 14 tháng 12 năm 2018 - Bảo tàng Pháo đài và Vũ khíArsenal ở Zamosc, Ba Lan [9]
- 17 tháng 12 năm 2017 - 15 tháng 1 năm 2018 - Bảo tàng Thành phố ở Nowa Sol, Ba Lan [10]
- Ngày 6 tháng 7 năm 2017 - ngày 8 tháng 9 năm 2017 - Bảo tàng khu vực tại Czluchow, Ba Lan [11]
- Ngày 8 tháng 3 năm 2017 - 14 tháng 5 năm 2017 - Bảo tàng Lâu đài Gorki ở Szamotuly, Ba Lan [12]
- Ngày 5 tháng 3 năm 2016 - ngày 4 tháng 5 năm 2016 - Bảo tàng Silesian Piasts ở Brzeg, Ba Lan [13]
- 2 tháng 7 năm 2015 - 6 tháng 9 năm 2015 - Bảo tàng Khu vực tại Szczecinek, Ba Lan [14]
- Ngày 8 tháng 3 năm 2014 - Tháng 5, 27 năm 2014 - Bảo tàng Silesian của Vùng Opole ở Opole, Ba Lan [15]
- Tháng 5 năm 2012 - 3 tháng 6 năm 2012 - Bảo tàng Henryk Sienkiewicz ở Oblegork, Ba Lan [16].

## Hình ảnh

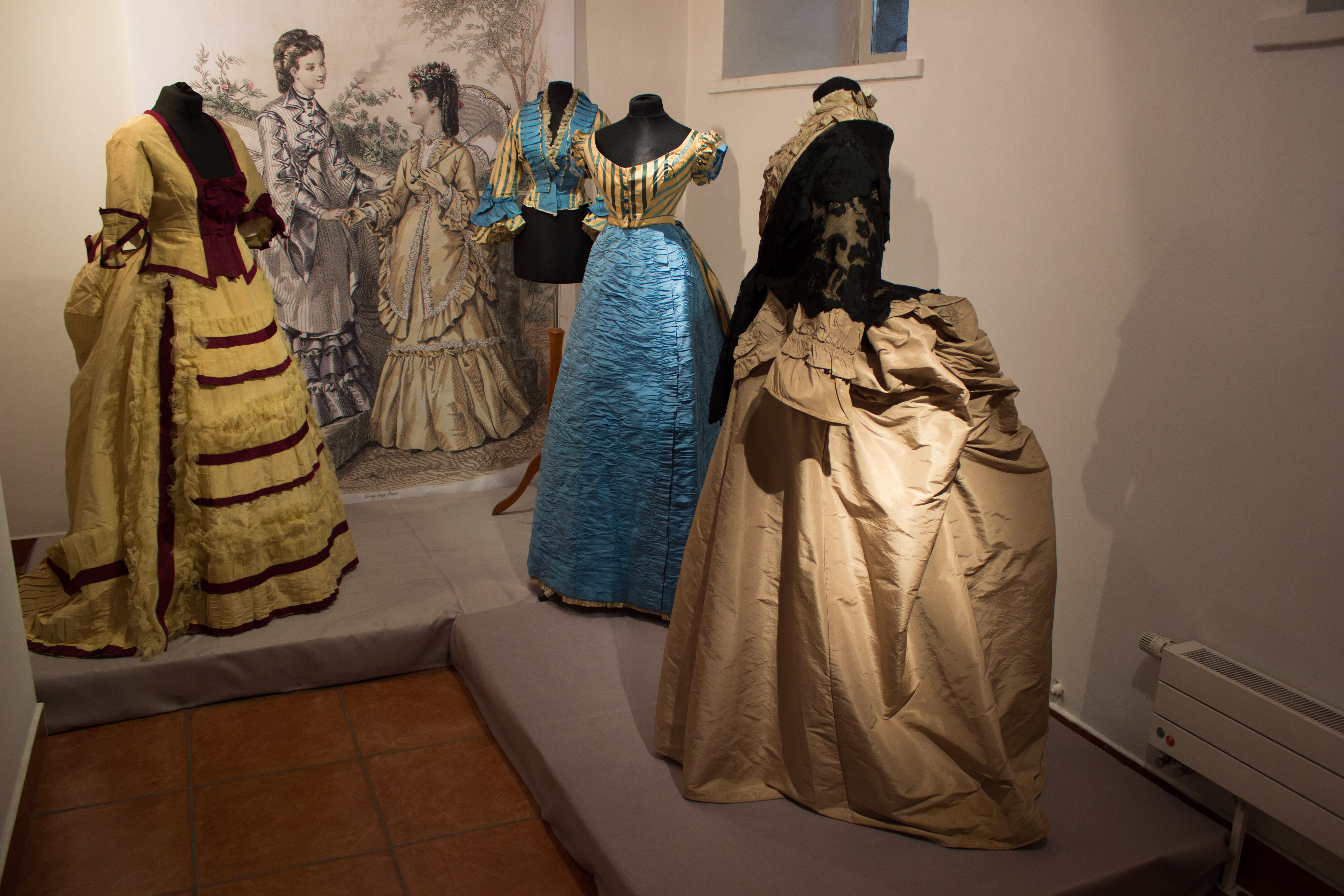
Triển lãm „Belle epoque. Thời trang nữ 1871-1914 "
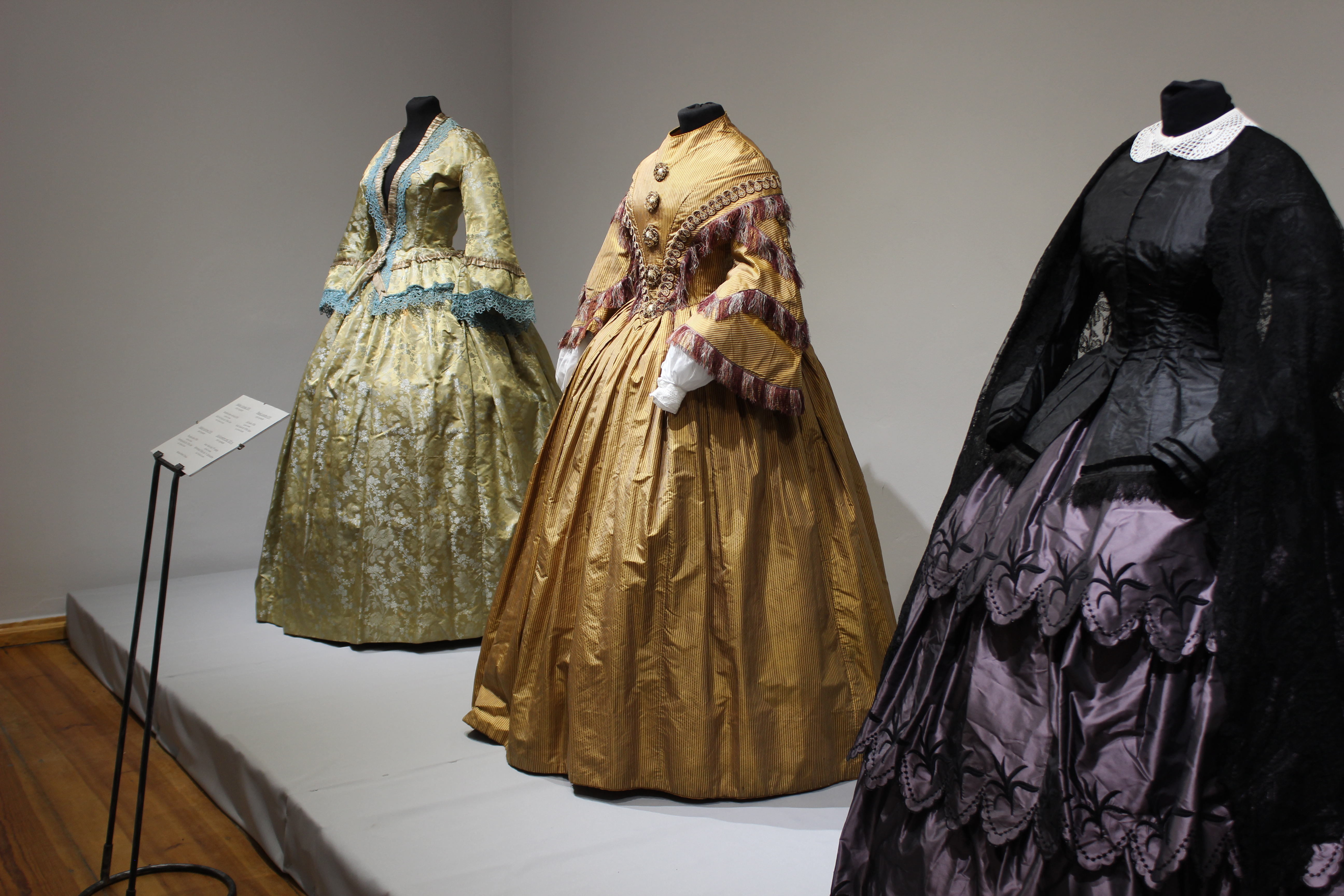
Triển lãm "Thời trang lặp lại chính mình" trong Bảo tàng Trang phục Lịch sử ở Poznan, PL
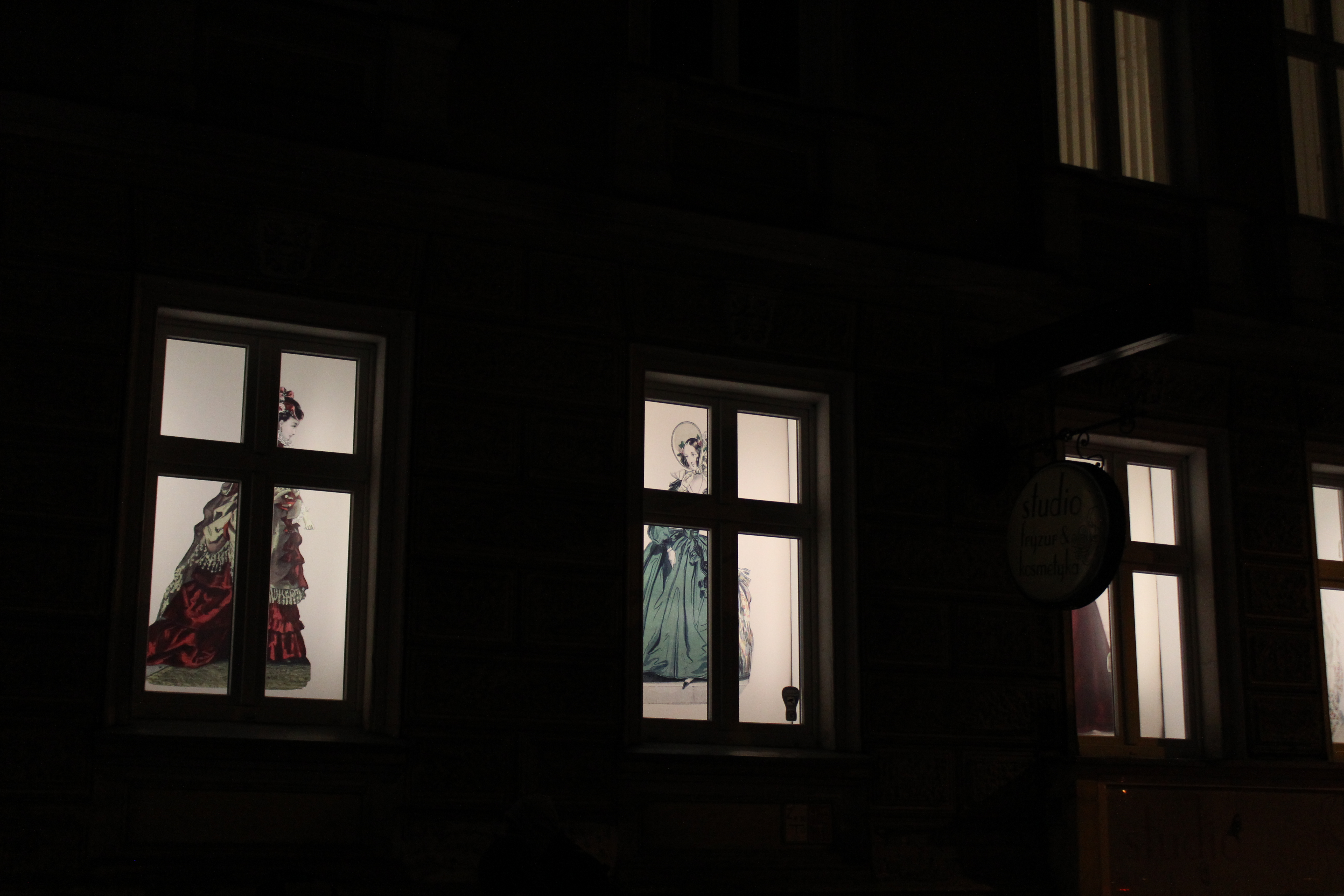
Hình ảnh Bảo tàng từ bên ngoài vào ban đêm.
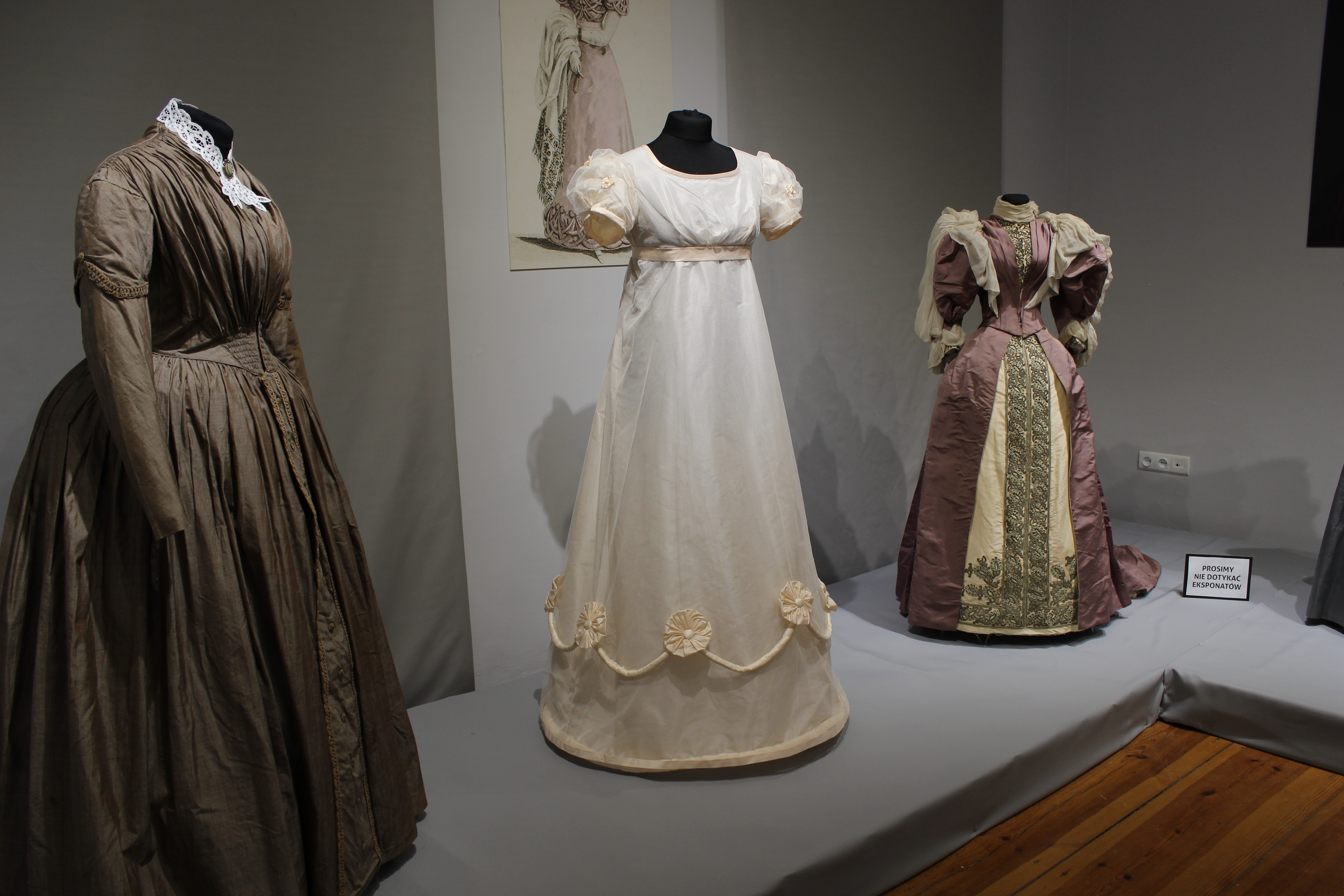
Triển lãm "Thời trang lặp lại chính mình" trong Bảo tàng Trang phục Lịch sử ở Poznan, PL
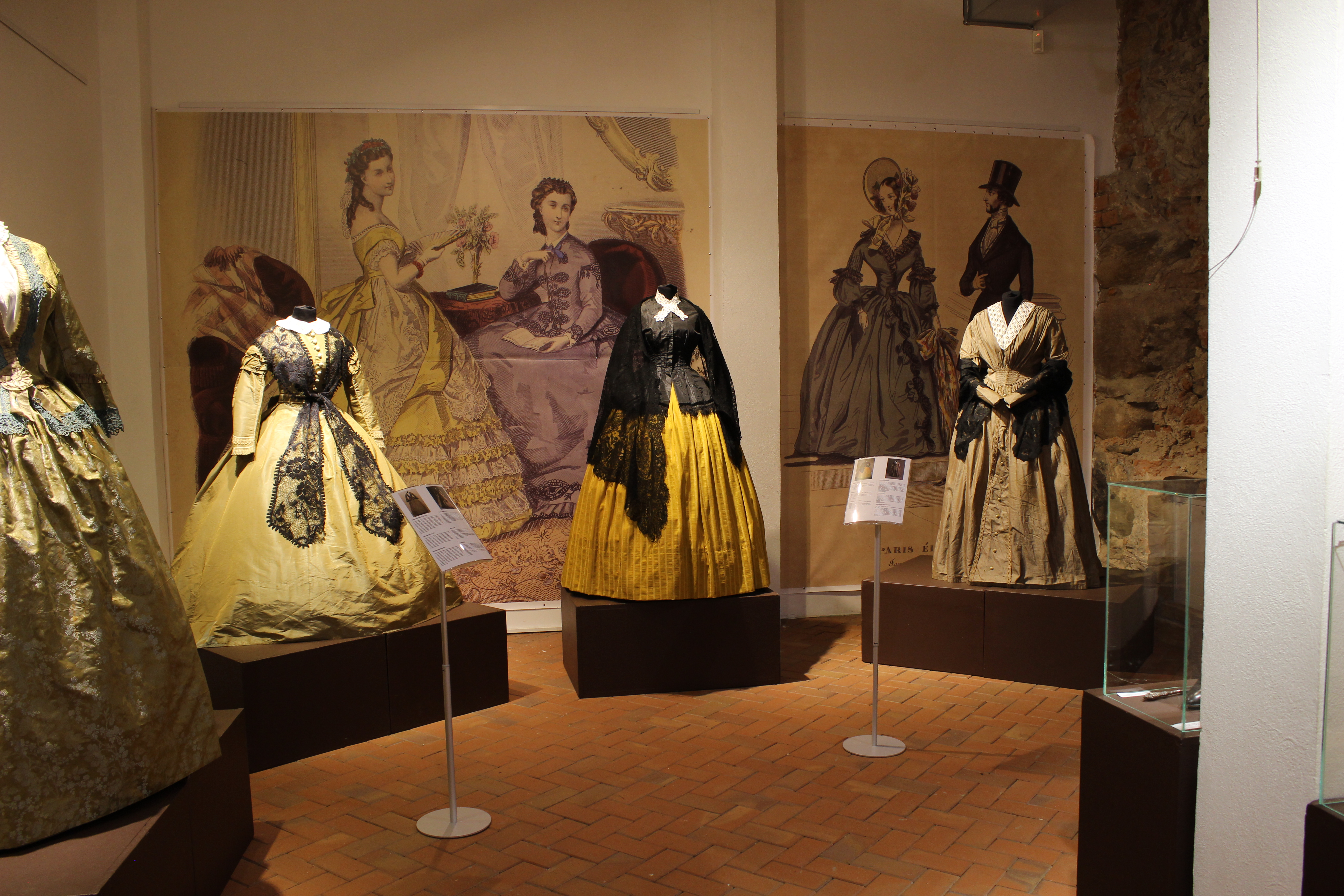
Triển lãm trang phục thế kỷ 19 trong Bảo tàng khu vực ở Czluchow, PL
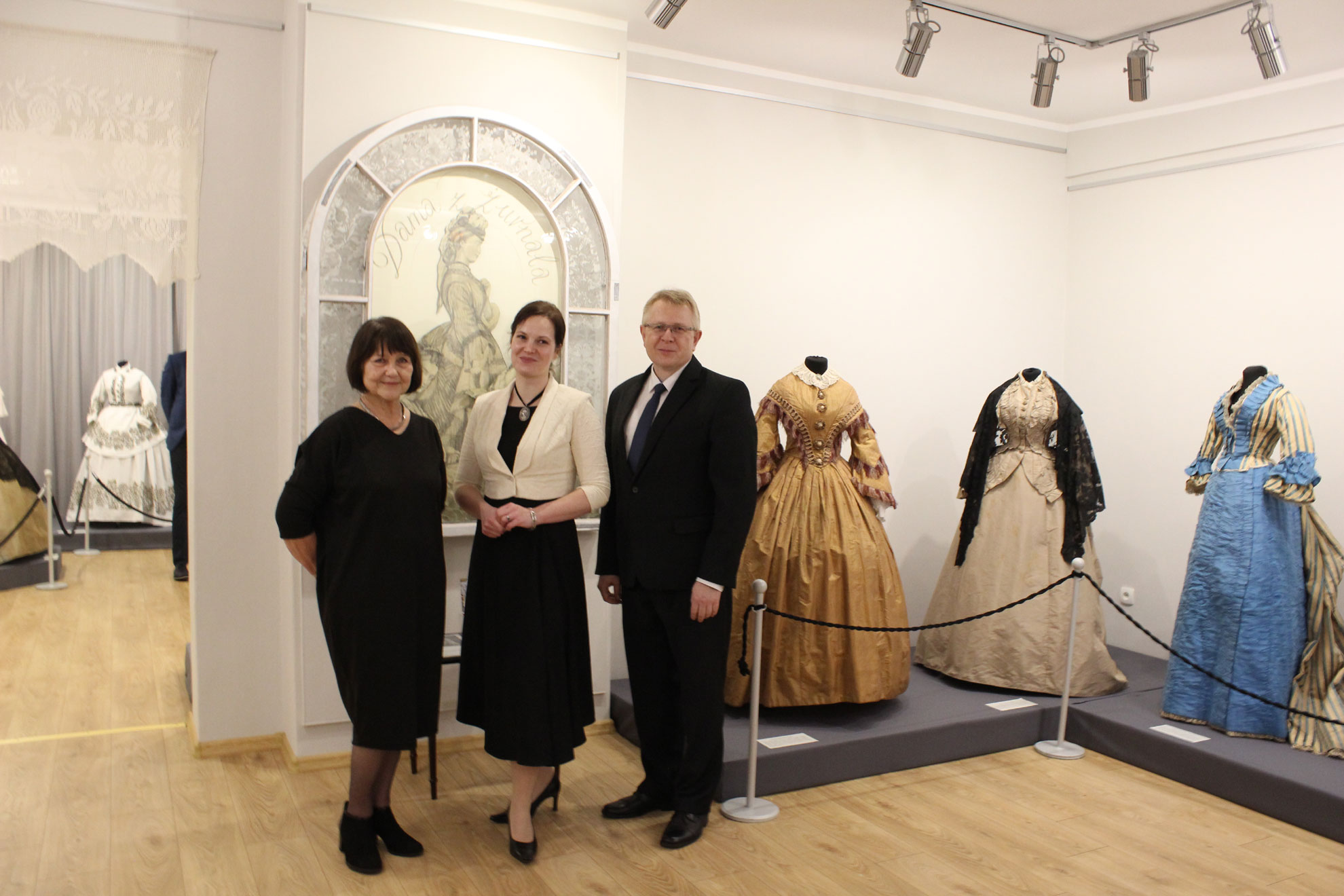
Các bộ trang phục của triển lãm trong Bảo tàng Nowa Sol, PL